# کاروان زرد

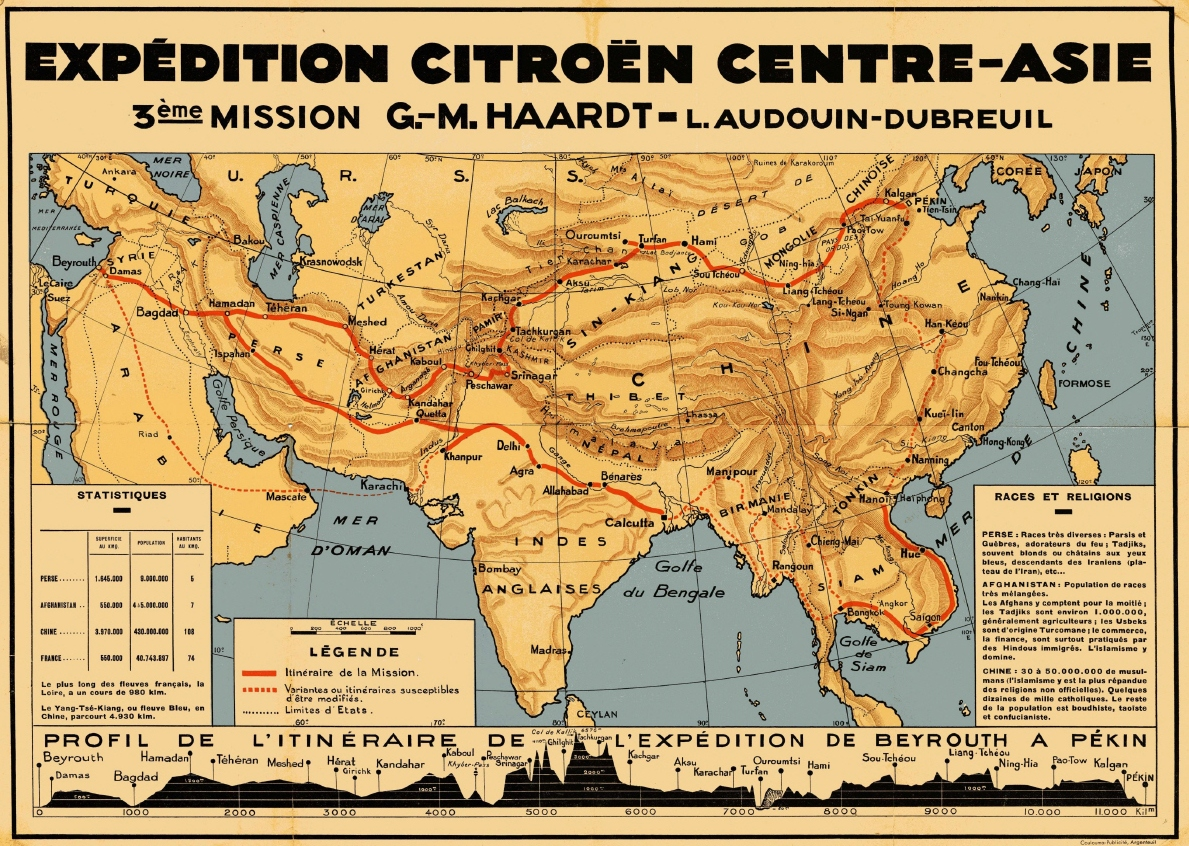
مسیرهای اولیه‌ای که برای سفر برنامه‌ریزی شده بودند.

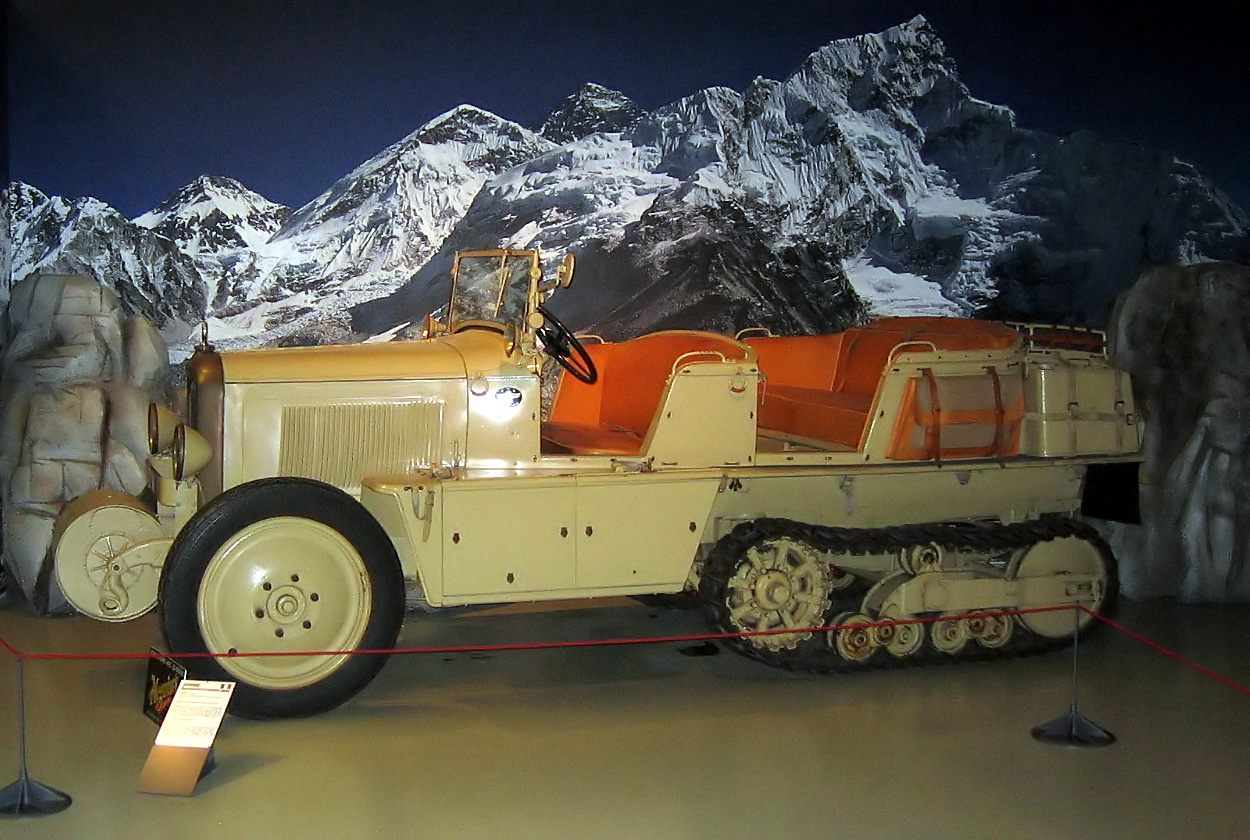
ماشین Kégresse سیتروئن برای پیمودن مسیر

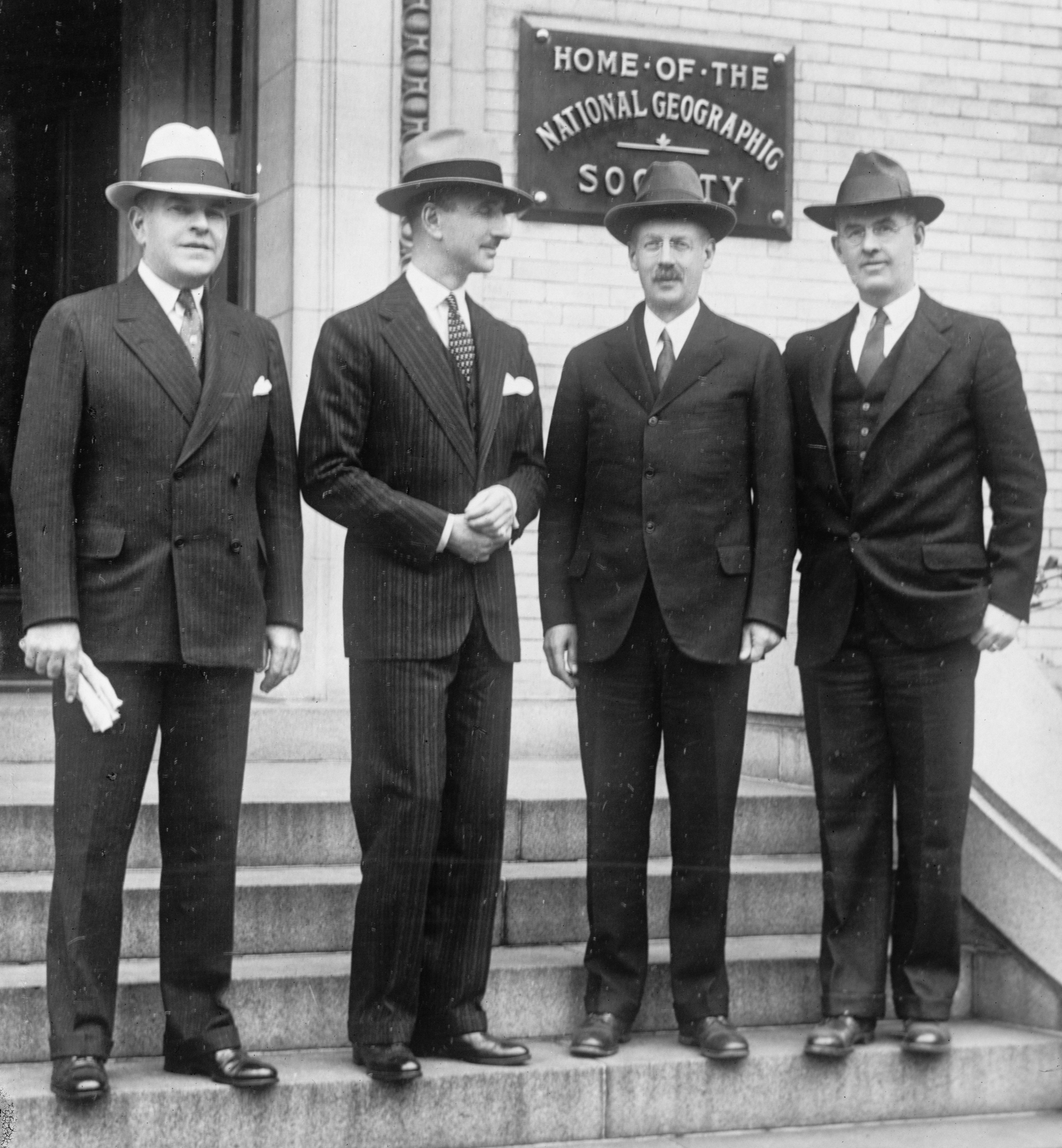
برنامه‌ریزی مسیر کاروان زرد در دسامبر ۱۹۳۰: جان اولیور لا گورس (معاون رئیس انجمن نشنال جئوگرافیک)، ژرژ ماری هارد (سازمان‌دهنده و شرکت‌کننده در کاروان)، گیلبرت هووی گروسونور (رئیس انجمن نشنال جئوگرافیک) و مینارد اوون ویلیامز (روزنامه‌نگار آمریکایی و شرکت کننده پاره‌وقت در کاروان).

کاروان زرد (به فرانسوی: Croisière Jaune‎) یک کاروان فرانسوی بود که در سال ۱۹۳۱-۱۹۳۲ قارّهٔ آسیا را پیمود. شرکت ماشین‌سازی سیتروئن این کاروان را با هدف تبلیغ خودروهای P17 Kégresse خود راه انداخت. این سفر از دو شهر بیروت (پایتخت لبنان فرانسه) و پکن (پایتخت چین) آغاز شد. یک گروه به سمت غرب و گروه دیگر به سمت شرق حرکت کردند. در نهایت هر دو گروه به هم رسیدند و با هم به سمت پکن سفر کردند.  لویی اودوین دوبرویل و ژرژ ماری هارت رهبر این دو گروه بودند. هاردت پیشتر در دو سفر بلندپروازانه از صحرای بزرگ آفریقا و قارّهٔ آفریقا عبور کرده بود.
گروه یکم این کاروان به سمت شرق حرکت کرد و از لبنان فرانسه، سوریه فرانسه، پادشاهی عراق تحت مدیریت بریتانیا، ایران، افغانستان ، هند بریتانیا تا مرز سین کیانگ (که در آن زمان منطقه‌ای مستقل از چین و تحت کنترل جنگسالار جین شورن بود) گذشت.  گروهی دیگر در چین به سمت غرب رهسپار شدند و از پکن به ارومچی سفر کردند. این گروه در نزدیکی ارومچی، برای چندین هفته گروگانِ نیروهای جین شورن بودند.
باستان شناس فرانسوی ژوزف هاکین، نقاش روسی-فرانسوی الکساندر ژاکولف (به عنوان «مشاور هنری»)، فیلسوف فرانسوی پیر تیلارد دو شاردن و عکاس آمریکایی مینارد اوون ویلیامز این کاروان را همراهی نمودند.    در اوایل سال ۱۹۳۲، کاروان به دریای چین شرقی رسید. در هنگ کنگ بریتانیا، هاردت بر اثر ذات‌الرّیه درگذشت و کاروان متوقف شد. 
در سال ۱۹۳۴، یک مستند بلند از این کاروان منتشر شد. کلود دلوینکور موسیقی این فیلم را ساخته است.  در اوایل دهه ۱۹۷۰، یک فیلم درام از این کاروان ساخته شد که تولید مشترک فرانسه و آلمان غربی بود. در جریان فیلمبرداری در ترکیه، راجر دلگادو بازیگر مشهور بریتانیایی درگذشت؛ با این وجود فیلمبرداری ادامه یافت. این سریال در سال ۱۹۷۴ در فرانسه و در سال ۱۹۷۵ در آلمان غربی پخش شد .

## کتاب‌ها
- Ariane Audouin-Dubreuil: La Croisière jaune: Sur la route de la soie, Grenoble 2013.شابک ‎۲−۷۲۳۴−۳۹۵۵−۰ .
- M.-P. Bossard: Quer durch Asien über die Alte Seidenstraße ، اشتوتگارت/زوریخ 1967.شابک ‎۲−۹۰۱۷۹۵−۳۹−۰شابک 2-901795-39-0 .
- آندره سیتروئن /فابین ساباتس/کامیل کراوان/اریک باشت (ویرایشگران. ): Die Gelbe Expedition Beirut-Peking 1931–1932: Eine historische Foto-Reportage, Kehl am Rhein 1979.شابک ‎۳−۸۸۲۳۰−۲۰۱−۱شابک 3-88230-201-1 .
- Georges Le Fèvre: La croisière jaune : Expedition سیتروئن Centre-Asie Haardt ، پاریس 1991.شابک ‎۲−۹۰۱۷۹۵−۳۹−۰شابک 2-901795-39-0 .
- ژرژ لو فور: ادیسه شرقی: سومین اکسپدیشن هارد و آدوین- دوبرویل، لندن، گولانز، 1935. ترجمه سرلشکر ارنست سوینتون با مقدمه آندره سیتروئن .